# مارکو (بازیگر)
مارکوس بنجامین لی (اسپانیایی: Marcos Benjamín Lee‎؛ زادهٔ ۱۲ ژوئیه ۱۹۷۷) که با نام مارکو (کره‌ای: 마르코) شناخته می‌شود، بازیگر و مدل اهل کره جنوبی است که زاده و بزرگ شده در آرژانتین است.